# Costa Favolosa
Costa Favolosa é um navio de cruzeiro da classe Concordia em operação desde julho de 2011 navega para a Costa Crociere.
Costa Favolosa foi construído pelo estaleiro Fincantieri em Marghera, Itália. Junto a seu gêmeo, Costa Fascinosa, o navio teve seu nome escolhido em um concurso, que foi aberto a agentes de viagem, passageiros e internautas de todo o mundo. 
Desde sua inauguração, a embarcação navegou em vários dos destinos oferecidos pela Costa Crociere, entre eles o Oriente Médio, o Mediterrâneo, o Norte da Europa, o Caribe e a América do Sul. Nesta última região, realizou diversas temporadas, sendo presença constante. Retornou ao Brasil e a América do Sul na temporada 2017/2018 e mais recentemente em 2024/2025.
Em mais uma temporada local, realiza embarques em Santos, Rio de Janeiro e Buenos Aires entre o fim de 2025 e o começo de 2026.
O filme Meu Passado Me Condena, de 2013, foi gravado a bordo do Costa Favolosa.
Em 2019, Ciro Ambrosio era o chefe de segurança do Costa Favolosa. Ele era o imediato do Costa Concordia quando este naufragou parcialmente em 2012.

## Pandemia de COVID-19
Em março de 2020, durante a pandemia de COVID-19, o navio partiu de Guadalupe. Em 26 de março, quando o navio parou a 5 km da costa de Miami, Flórida, a Guarda Costeira dos Estados Unidos informou a evacuação de sete tripulantes doentes da COVID-19, dos 1.009 que estavam a bordo.